# 香港抗戰及海防博物館

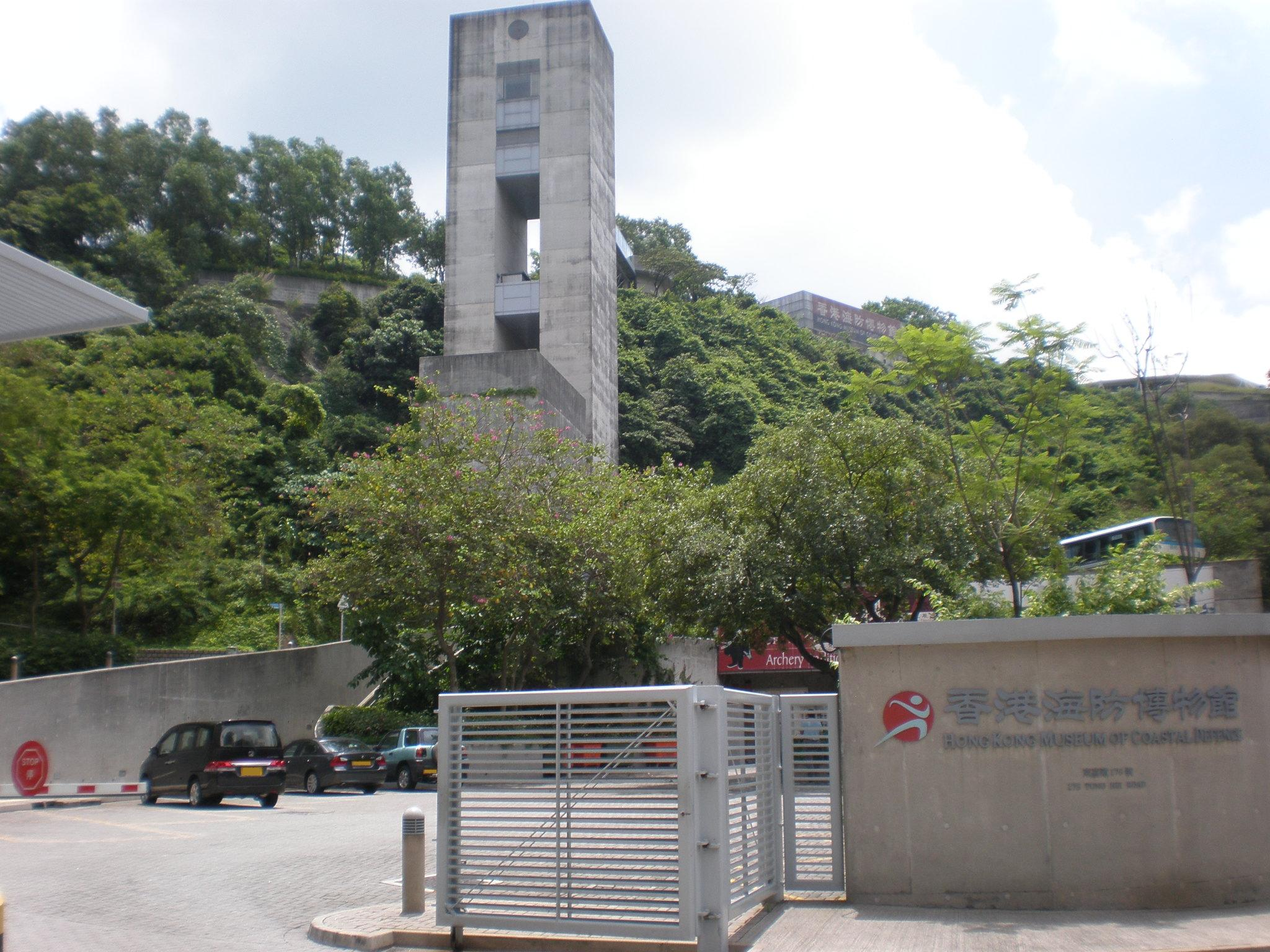
香港海防博物館入口。高層の建築物は博物館入口と山上の展示室とを結ぶエレベーター塔

香港抗戦及海防博物館（ホンコンこうせんおよびかいぼうはくぶつかん、中国語: 香港抗戰及海防博物館、英語: Hong Kong Museum of the War of Resistance and Coastal Defence）、旧称香港海防博物館（英語: Hong Kong Museum of Coastal Defence）は、香港東区筲箕湾東喜道175至177号にある香港歴史博物館の分館のひとつ。100年超の歴史を誇る旧鯉魚門炮台を改装して開館したもので、全館面積は約34,200平米、康楽及文化事務署が管理している。2024年9月3日より「抗戦及海防博物館」と改称した。

## 歴史

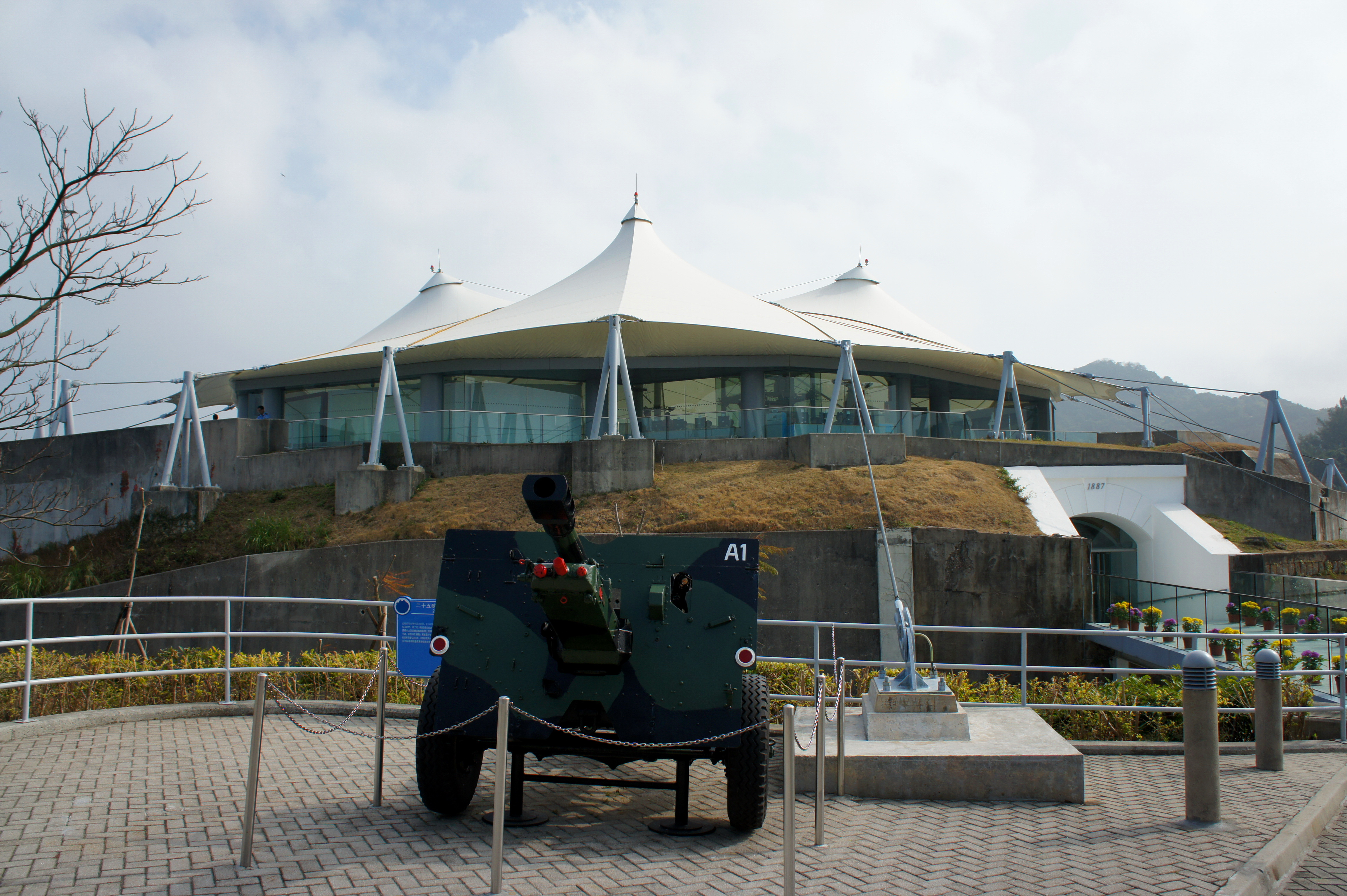
英ロイヤル・オードナンス・ファクトリー製QF 25ポンド砲。後方のテントは地下堡塁展示室

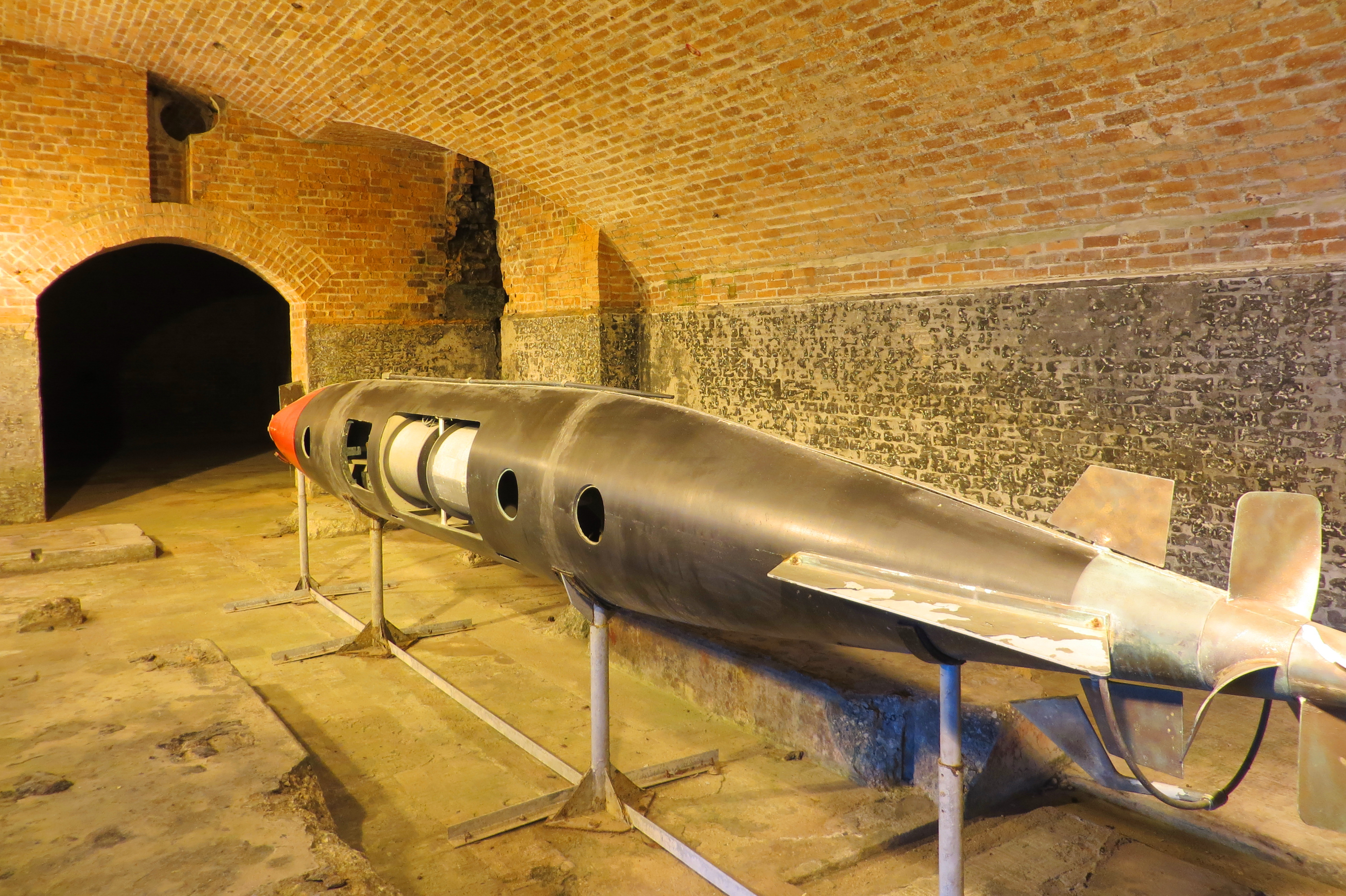
鯉魚門水道に向けられたブレナン魚雷発射台

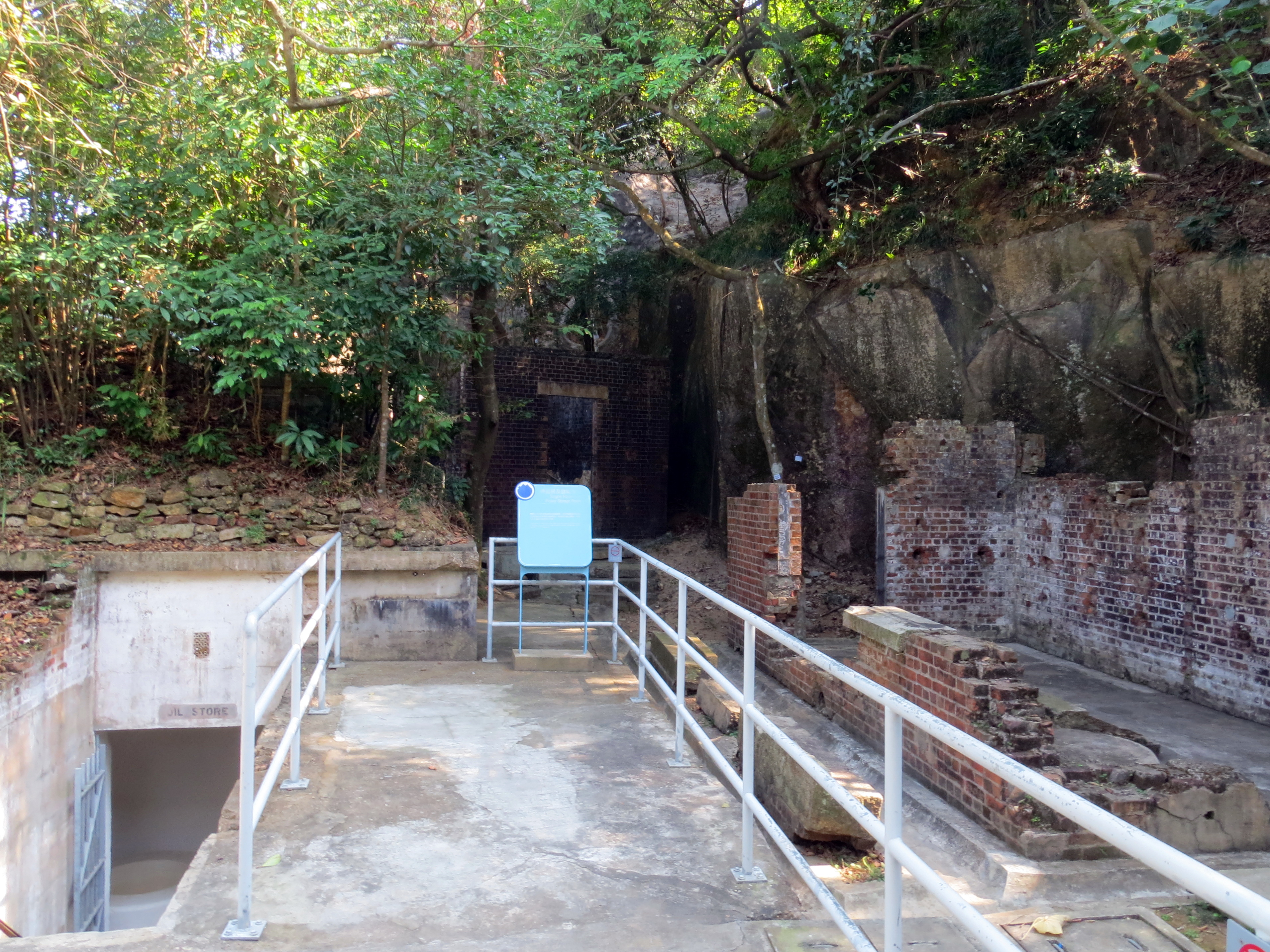
機械室と蓄電機室跡。左下には貯油室の入口がある

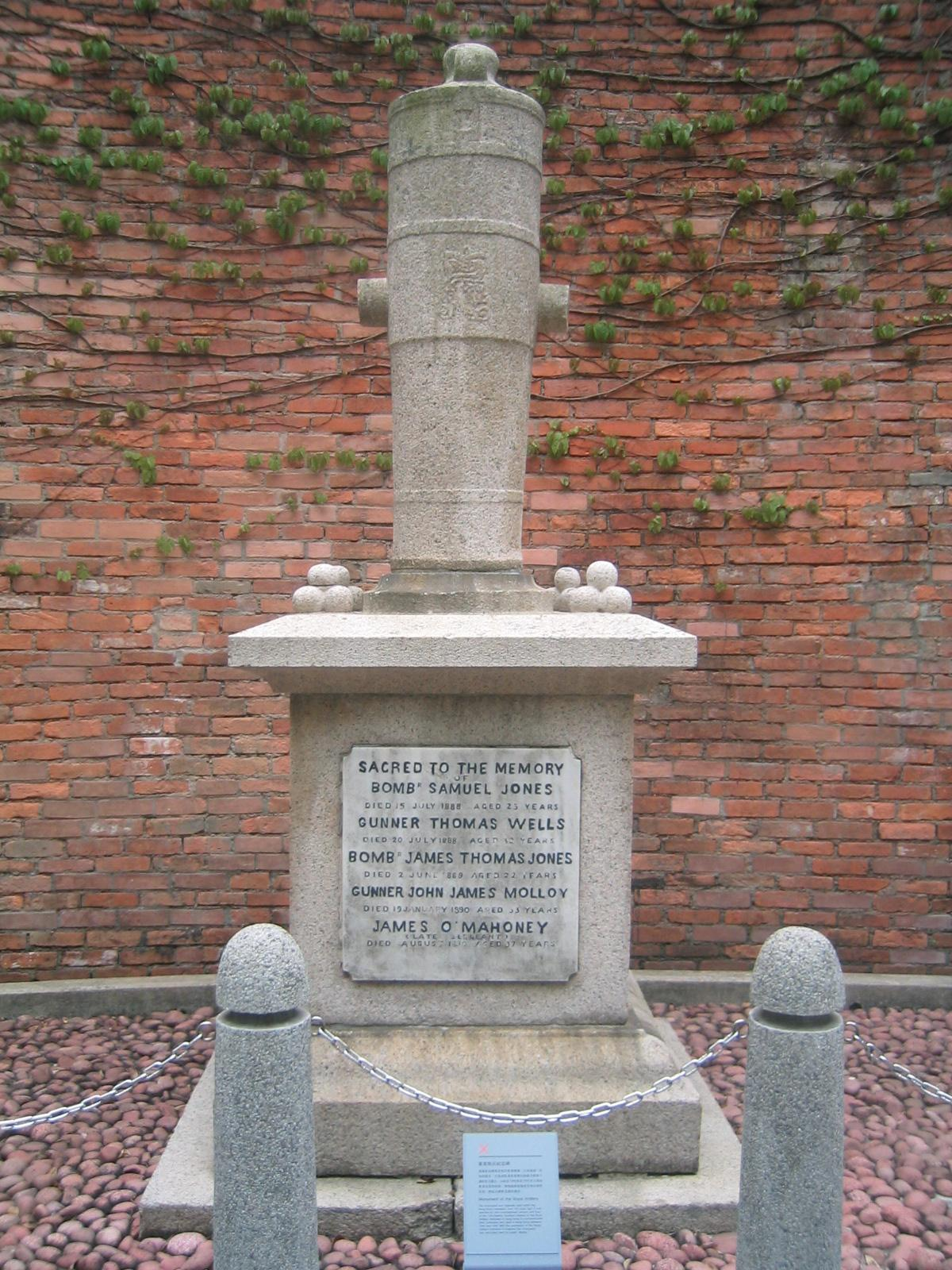
旧火薬試験場に置かれた記念碑

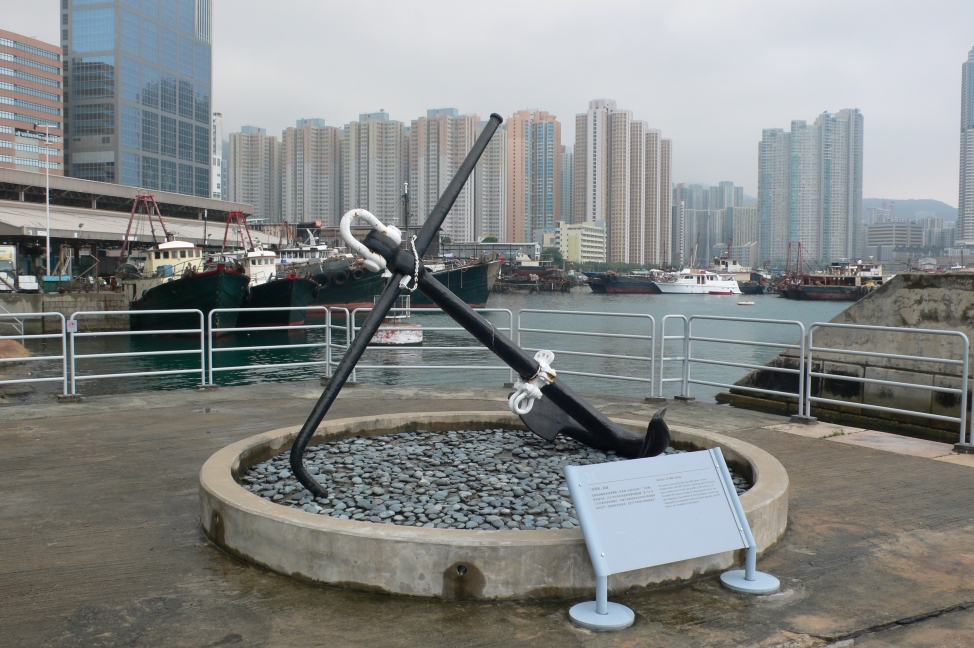
タイマーのものと伝わる船錨（信憑性には疑義がある）

### 鯉魚門砲台の建設計画
鯉魚門はヴィクトリア・ハーバー東側の入口を制する要衝である。イギリス軍は早くも1844年に水道南岸の西湾地区（現在の柴湾）に兵営を建設した。しかし、当時の柴湾は未開墾の山林地帯であり、さらにイギリス軍は香港の高温多湿な夏に適応できなかったため、多くの兵士が病にかかり、疫病の流行によって多数の死者を出し、結果としてこの兵営は放棄された。その後の40年間、イギリス軍は何度も鯉魚門に砲台を建設し、ヴィクトリア・ハーバーの防衛強化計画を立てたものの、なかなか実行には至らなかった。しかし、1885年になると、フランスとロシアが東アジアで勢力を拡大し、香港への脅威が高まったことから、イギリス軍はついに鯉魚門水道南側の岬に砲台を建設することを決定した。さらに、砲台を防御するためのトーチカや兵舎も建設され、鯉魚門の防衛施設は香港島東部を守る要塞としての役割を担うこととなった。

### 砲台の構成
岬先端の頂上に建設された堡塁は、砲台防衛体系の中核をなすものであり、イギリス王立工兵隊によって設計・建造された。堡塁は主に開削方式で建設され、まず岬先端の最高地点から約7,000平平の土を掘削し、その後、鉄筋コンクリートで18の地下室を構築した。これらの地下室は、兵舎、弾薬庫、砲弾組立室、石炭倉庫などの施設として利用された。最後に、掘削した土を再び埋め戻し、堡塁全体を完全に隠蔽する構造となっていた。
堡塁中央には露天広場が設けられ、兵士の集合や移動に利用された。堡塁の周囲には防御用の壕が築かれていた。堡塁内には「隠没式」の6インチ後装海岸砲が2門配備されており、この砲は発射後に砲架が砲身を地下室へ引き戻し、兵員が安全に装填できる仕組みとなっていた。堡塁の下方、鯉魚門海岸に面する北側の山腹には、東から西にかけて中央砲台と西砲台が築かれ、それぞれに地下弾薬庫と砲弾組立室が設けられ、各砲座が使用できるようになっていた。さらに、周囲には防衛用のトーチカが建設され、すべての施設は地下通路によって相互に接続されていた。堡塁、中央砲台、西砲台の建設工事は1887年に完了した。その後、英軍は山麓、鯉魚門の海岸沿いに位置する岬突端部に渡口砲台を築き、小型船舶や高速艇による砲台への奇襲や砲台による鯉魚門封鎖の突破を防ぐ役割を持たせた。さらに、1890年には岬突端部の海辺にブレナン魚雷発射施設が建設され、当時世界で最も強力な水中兵器を備えた要塞へと発展した。
鯉魚門砲台および堡塁の完成後、英軍はさらに周辺に西湾砲台と白沙湾砲台を築き、1939年までに堡塁南側の西湾山に引き続き兵舎、演習場、既婚兵士用宿舎、行政庁舎、教会など多くの施設を建設し、この地域は設備の整った鯉魚門軍営へと拡張された。しかし、1930年代まで香港は外国軍による軍事侵攻を受けることはなく、鯉魚門に配備された武器も実戦で使用される機会はなかった。さらに、武器技術の進歩や香港の防衛計画の変更に伴い、赤柱砲台や摩星嶺要塞など、新たに建設されたり改良された防衛施設が次々と完成し、鯉魚門砲台の香港海防における重要性は次第に低下していった。それでも、鯉魚門軍営は依然として英軍にとって香港島東部の重要な駐屯地であり続けた。

### 第二次世界大戦
1941年12月8日、日本軍は深圳から国境を越えて香港へ侵攻した（香港保衛戦）。12月12日に九龍が日本軍に占領されると、香港島の守備軍はすぐに鯉魚門の防衛を強化し、九龍半島に集結した日本軍がヴィクトリア・ハーバーの最も狭い地点である鯉魚門を渡り、香港島に上陸するのを阻止しようとした。日本軍は九龍から香港島を砲撃し、突撃隊を何度も派遣して強襲上陸を試みたが、いずれも守備軍に撃退された。連日にわたる砲撃戦の中、北角の貯油施設が被弾して火災を起こし、大量の黒煙が立ち上った。日本軍はこの機に乗じ、守備軍の視界が遮られた12月18日に大規模な渡海作戦を決行し、鯉魚門軍営の西側にある筲箕湾の譚公廟付近に上陸することに成功した。上陸後、日本軍は直ちに鯉魚門軍営に対する総攻撃を開始し、第二梯隊の増援が到着するにつれて戦力差が広がり、12月19日には鯉魚門堡塁が日本軍に占領された。

### 砲台の廃止と博物館への改築
1945年9月、香港重光後には鯉魚門軍営はもはや戦略上の要地とは見做されなくなり、英軍はこの軍営を主に操練場や宿舎として使用した。1986年8月、柴灣を高速道路に接続することを目的とした東区走廊第三期工程が開始された。この高速道路は軍営の中央を通過し、東区走廊を筲箕湾から柴湾まで延伸させる計画であった。
1997年の香港返還に向けて駐港英軍の規模が徐々に縮小されることが決まっていたため、英軍は1987年に鯉魚門軍営から撤退し、その施設を香港政庁に引き渡した。政府はこの軍営を再開発する計画を立て、東区走廊の南側にあった兵舎、事務棟、操練場などの施設と敷地については、当初は公営住宅の建設が検討されたが、最終的には鯉魚門公園及びリゾート施設として再整備され、1988年に一般公開された。
鯉魚門砲台の歴史的価値と建築上の特徴を考慮し、旧市政局は1993年にこの施設を修復し、香港の軍事防衛の歴史をテーマとした博物館に改装することを決定した。このプロジェクトには約3億香港ドルが投じられ、建築署が設計・施工を担当した。その建築デザインは高く評価され、2000年には香港建築師学会周年大賞（銀賞）および緑化都市顕才華（銀賞、緑化効果部門）を受賞した。2000年7月25日、香港海防博物館として正式に一般開放され、同年8月31日に開館式が行われた。

### リニューアル
2018年9月16日、台風「山竹」が襲来した際、香港海防博物館の堡塁展示エリアのテント屋根が破損し、いくつかの展示物にも損害が生じた。しかし、歴史的遺物に関しては損傷がなく、安全に倉庫へ移送され保管されていた。博物館は修理のため17日より閉館し、その期間中に、もともと2019年上半期に予定されていた施設のリニューアル工事も合わせて行われることになった。
2022年11月8日、康楽及文化事務署は博物館の大型リニューアル工事が完了し、同年11月24日から一般に無料で再開放されることを発表した。リニューアル工事により、展示室の数は2室から4室に増加し、堡塁内には新しい常設展「香港海防故事」が設置された。また、「日本侵華」に関する展示室は4室に増加した。
2022年11月24日に再開館され、前日に開館式が行われた。改修後は11の展示室が設けられ、歴代の防衛設備、軍事配置、港湾施設、抗日戦争の歴史、多民族が香港で従軍した歴史、そして中国人民解放軍駐香港部隊に関する展示が強化された。また、新たに常設展「香港海防故事」では、日本軍の香港侵攻や香港保衛戦についての内容が強化された。さらに「鯉魚門砲台」や特別展「昔日軍人与社会」も新設され、天幕の修復には約1800万香港ドルが費やされた。リニューアル前にあった3つの「英治時期」の展示室は改修後に廃止された。
独立媒体の記者は、第二展示室「不平等条約与香港割佔」の展示内容に「殖民地」の文言が使われず、全て「殖民管治」に改められていることを発見した。
2023年10月25日、李家超行政長官は新しい「施政報告」を発表し、2024年9月3日に香港海防博物館を香港抗戦及海防博物館に改設することを予定していると発表した。これにより、博物館の内容が従来の香港防衛史の紹介から、中国共産党の抗日戦争への貢献を重点的に宣伝する内容へと変更され、さらに深圳市文物局と協力して展示を行う計画も進められている。

## 設備
博物館は主にレセプション、堡塁、古跡散策路の三つのエリアで構成されている。博物館の主要な室内展示エリアは岬の頂上部に位置する堡塁内にあり、堡塁中央には露天広場が設けられている。改修後の堡塁上部には大きなテント天幕が設置され、露天広場は自然光が豊富に取り入れられる屋内空間となっており、空調も提供されている。この独自の建築デザインにより、訪問者は快適な環境で、営房が改装された様々な展示室を自由に巡ることができる。展示室では、香港の異なる時代の防衛の歴史がそれぞれ展示されている。

博物館に展示されている所蔵品は400点以上で、すべて香港の防衛史に関連するものである。展示されているのは、異なる時代の銃器、大砲、砲弾、戦車、魚雷、手持ち武器、軍服、織物、勲章などである。これらは香港歴史博物館に属する展示品のほか、29点以上の貴重な文物が中国本土および香港の文化財機関から貸し出されて展示されている。

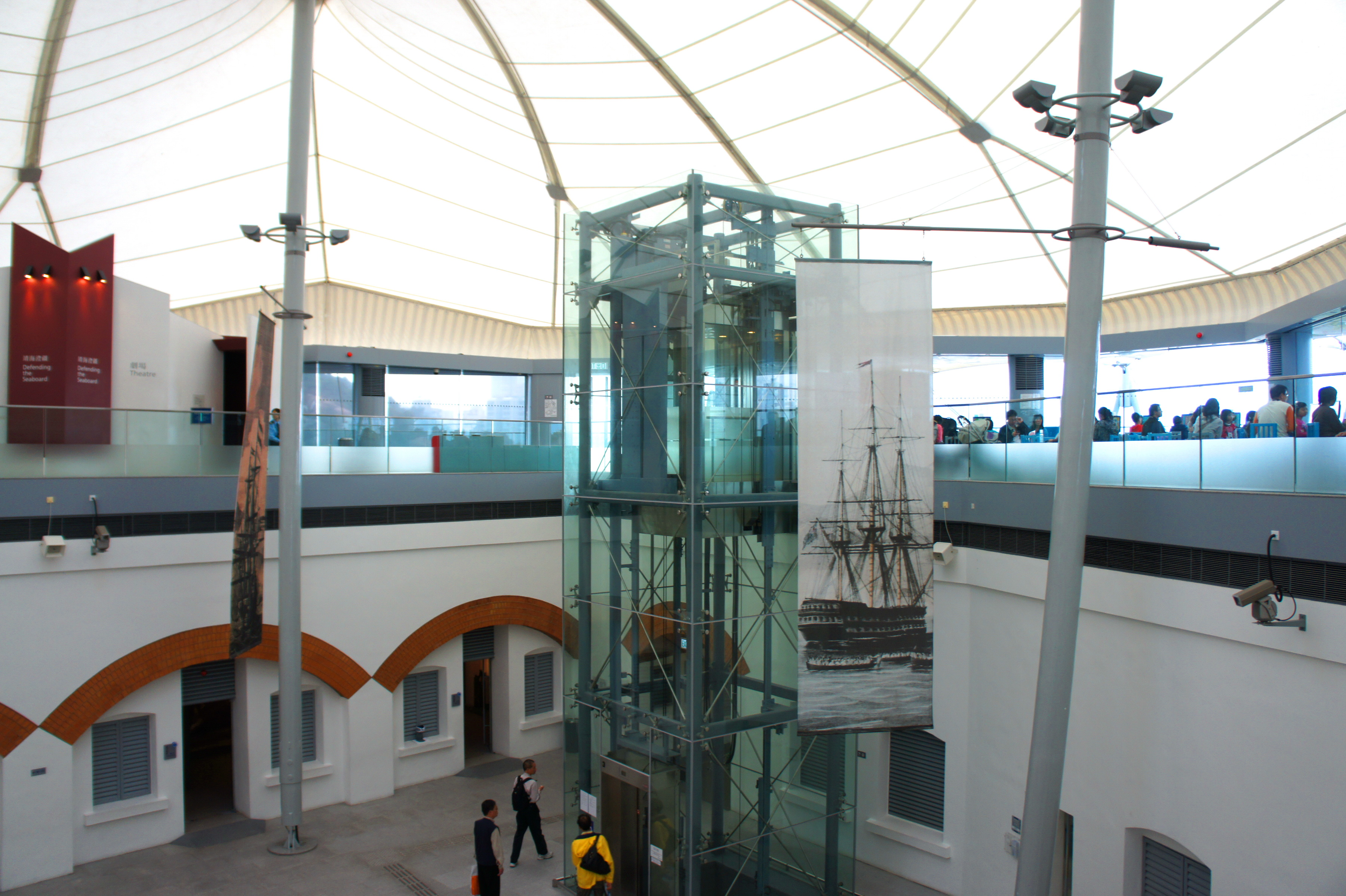
堡壘展覽廳。下層為常設展覽廳，上層為專題展覽廳及兒童角（右方）
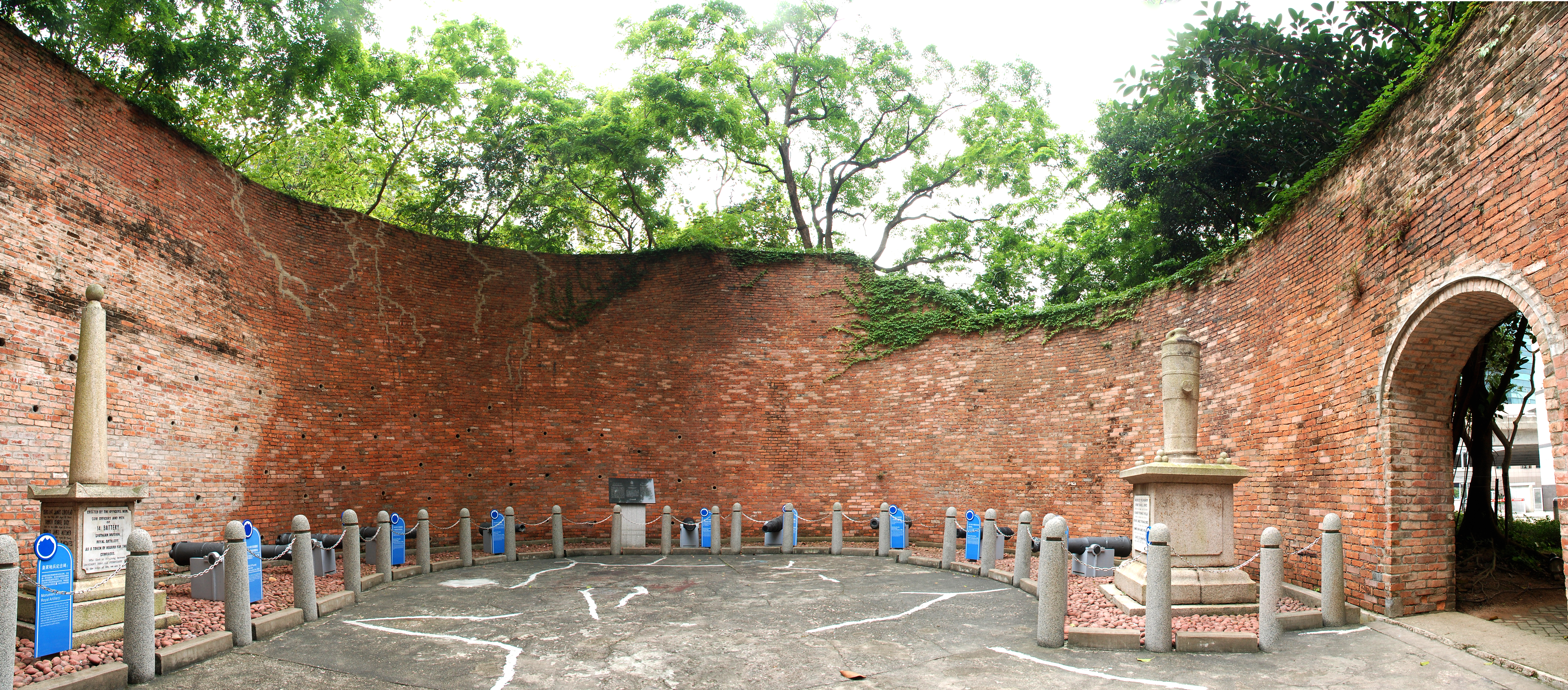
中央砲台
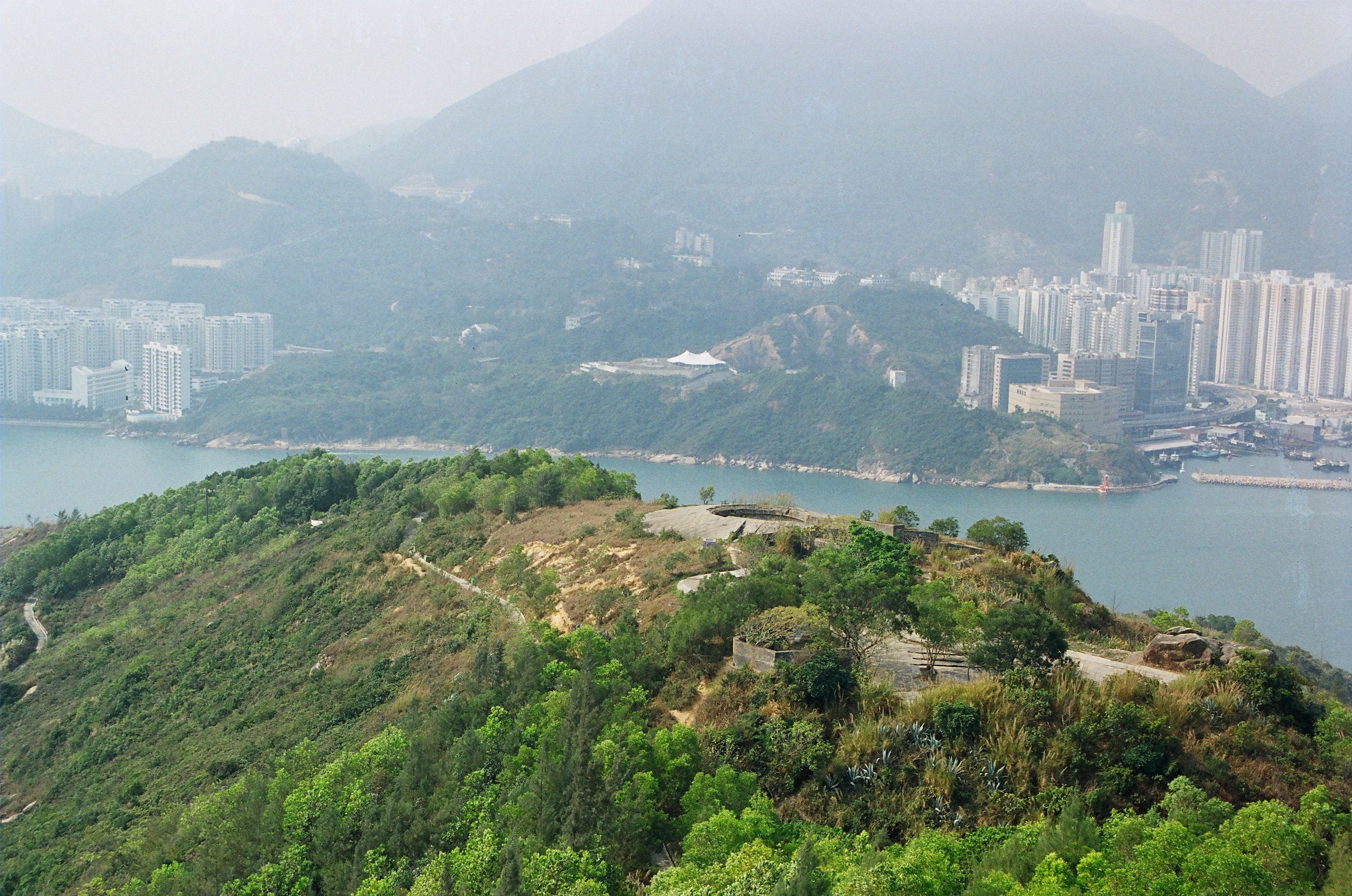
西湾砲台（中国語版）を遠望する
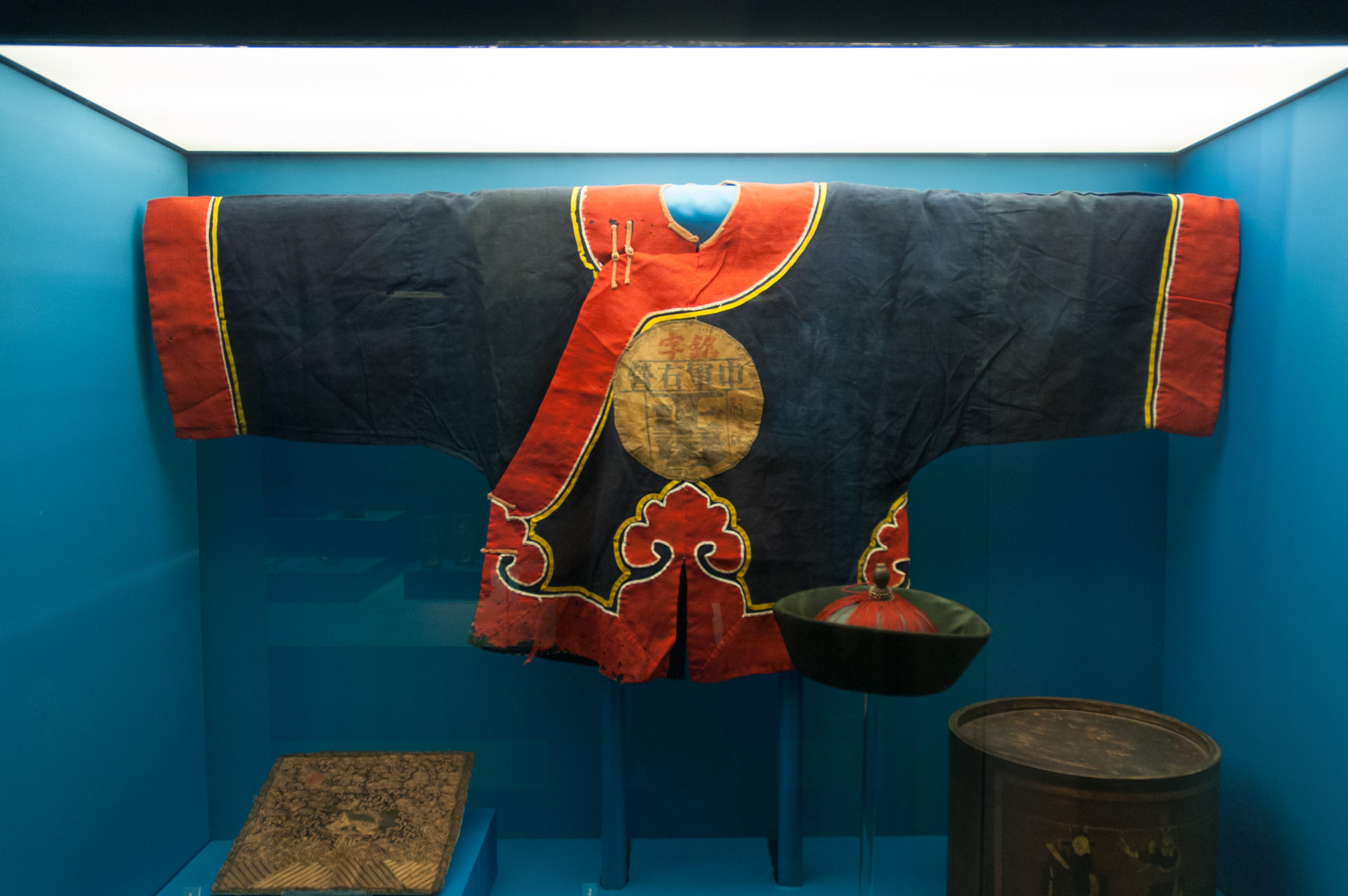
清軍軍服
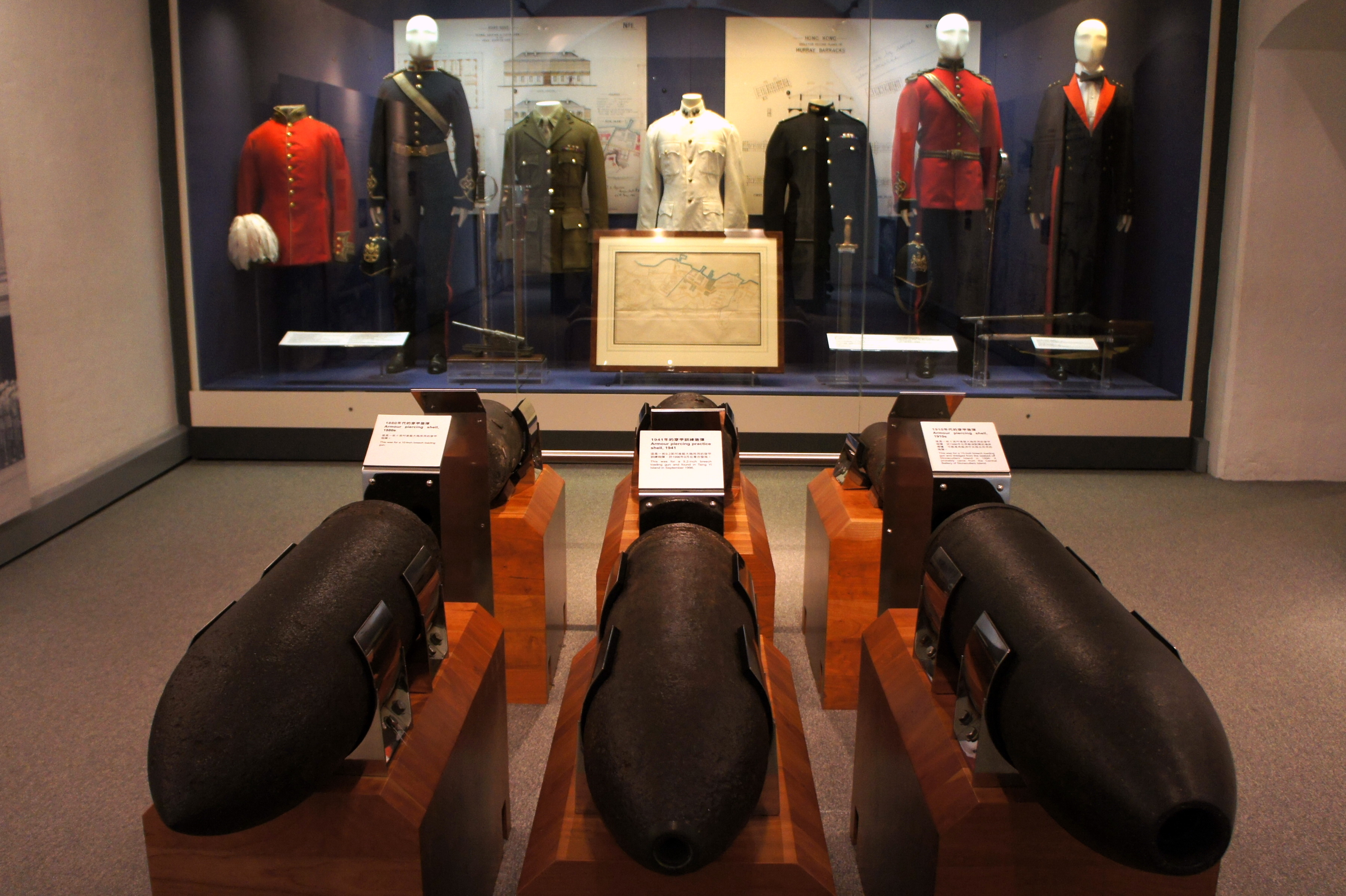
六號展廳（英治時期，1861－1941）陳列在香港出土的7吋阿姆斯特朗大炮（英語: RBL 7 inch Armstrong gun）炮彈及英軍制服
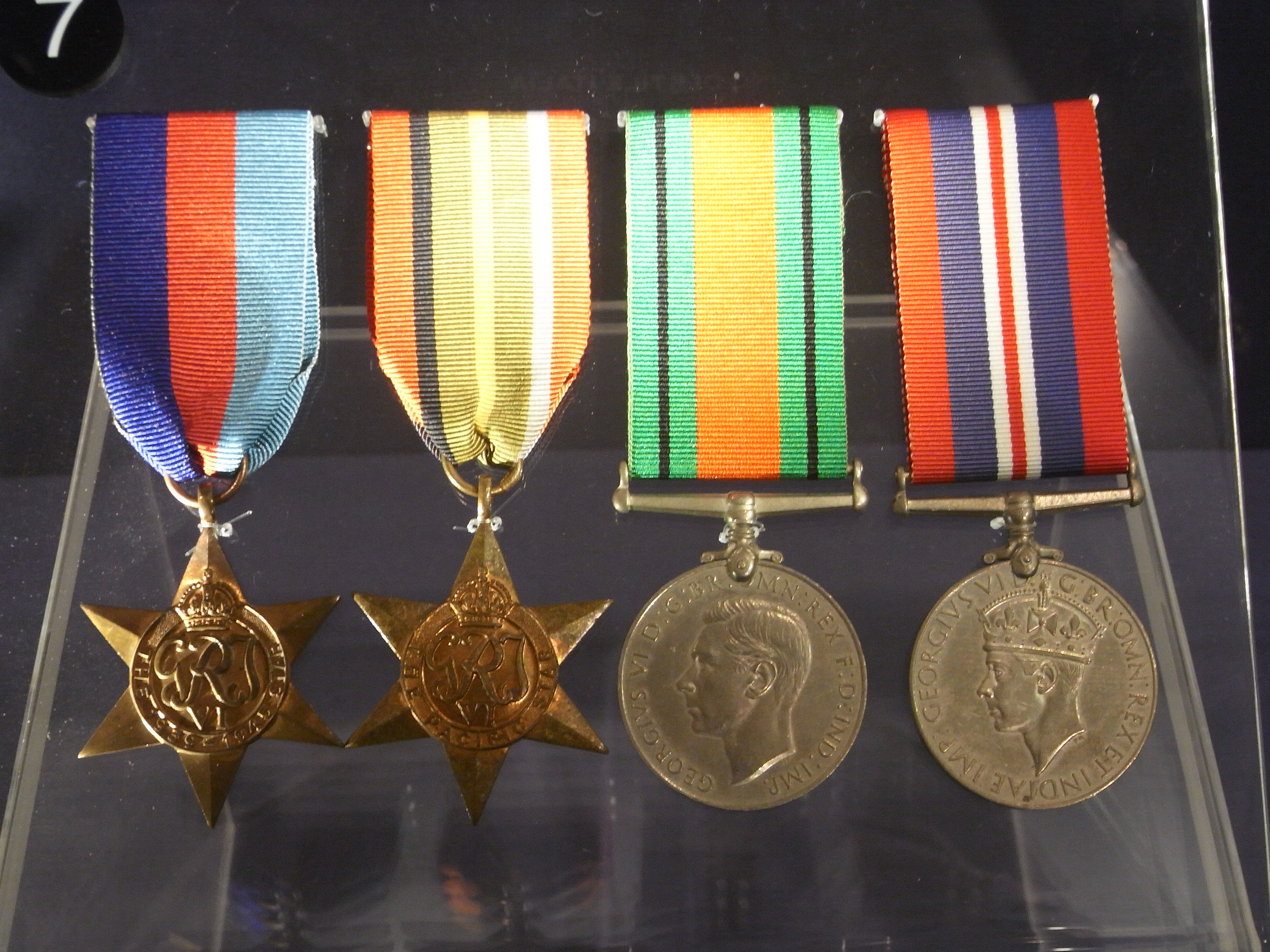
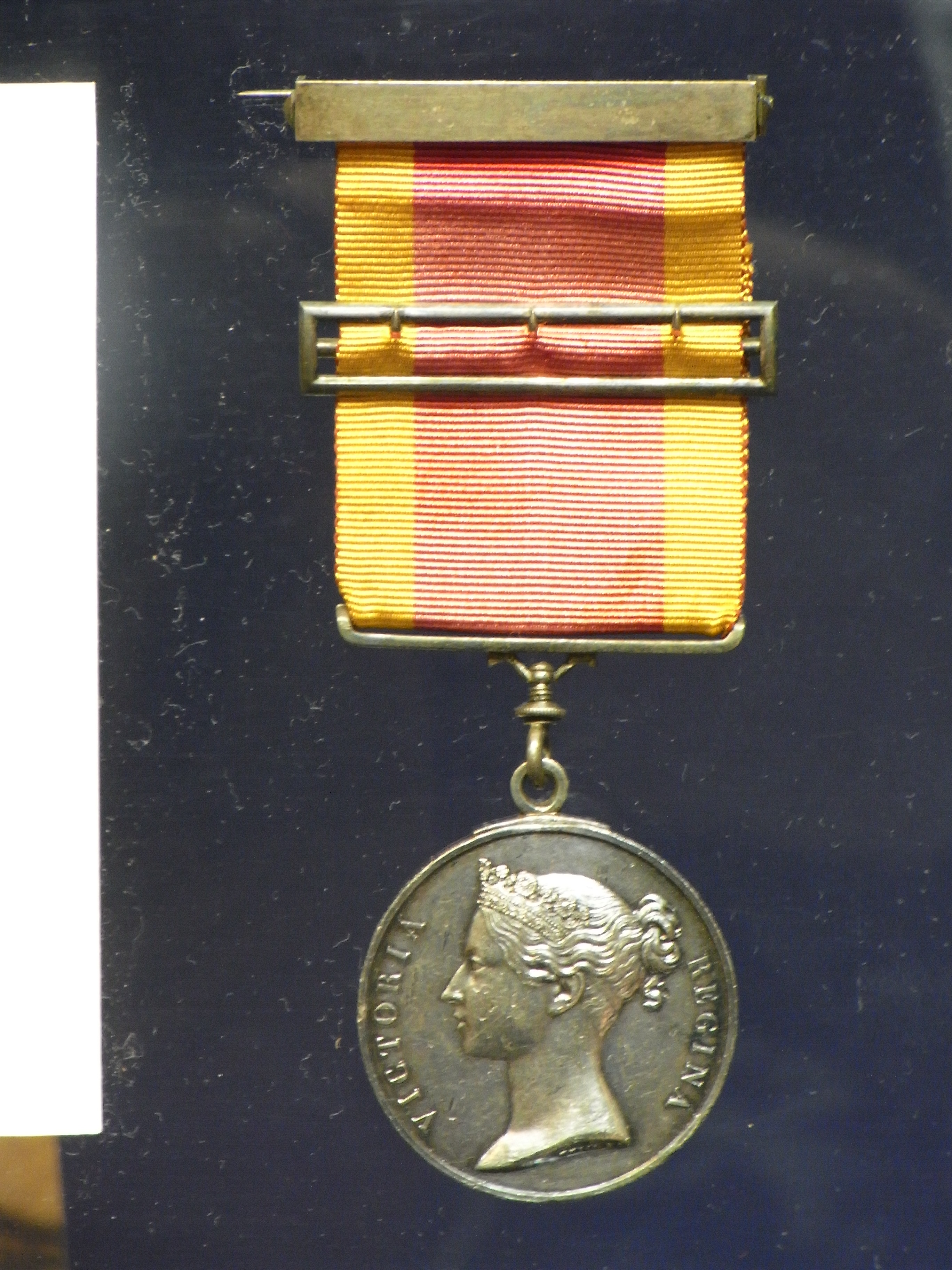
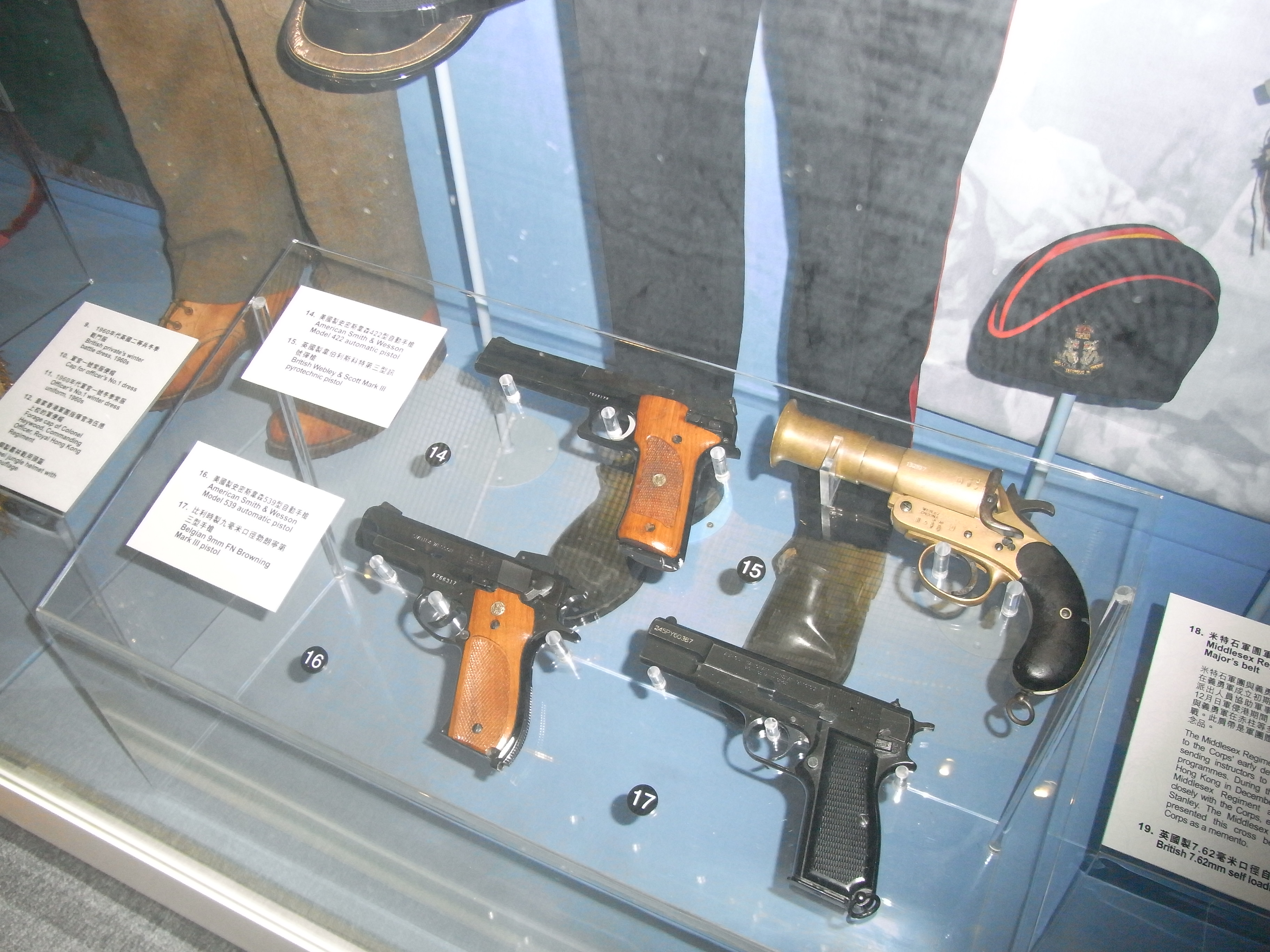
史密斯威森422型半自動手槍（英語: Smith & Wesson Model 422）、信號槍、史密斯威森M39手槍與白朗寧大威力半自動手槍
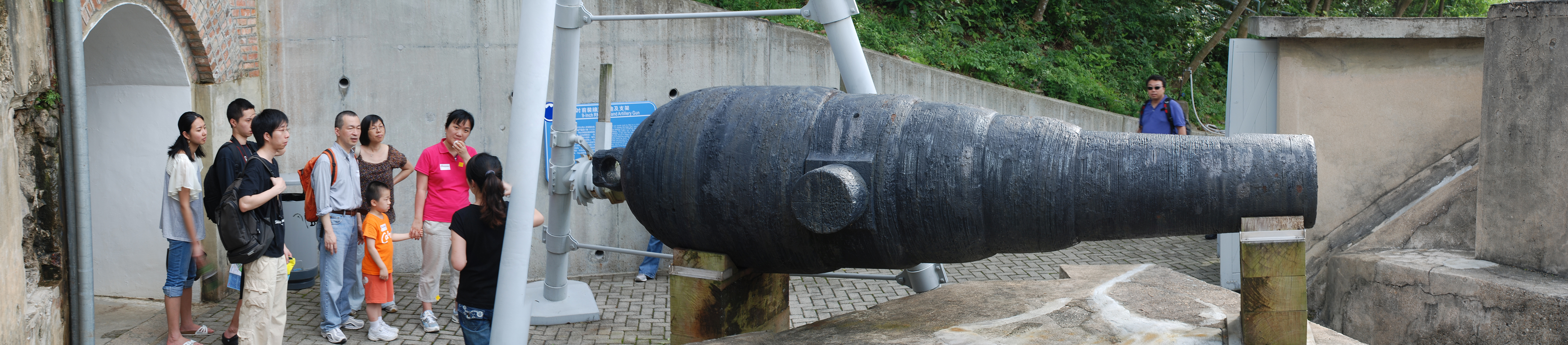
西砲台に展示されている7吋阿姆斯特朗大炮（英語: RBL 7 inch Armstrong gun）
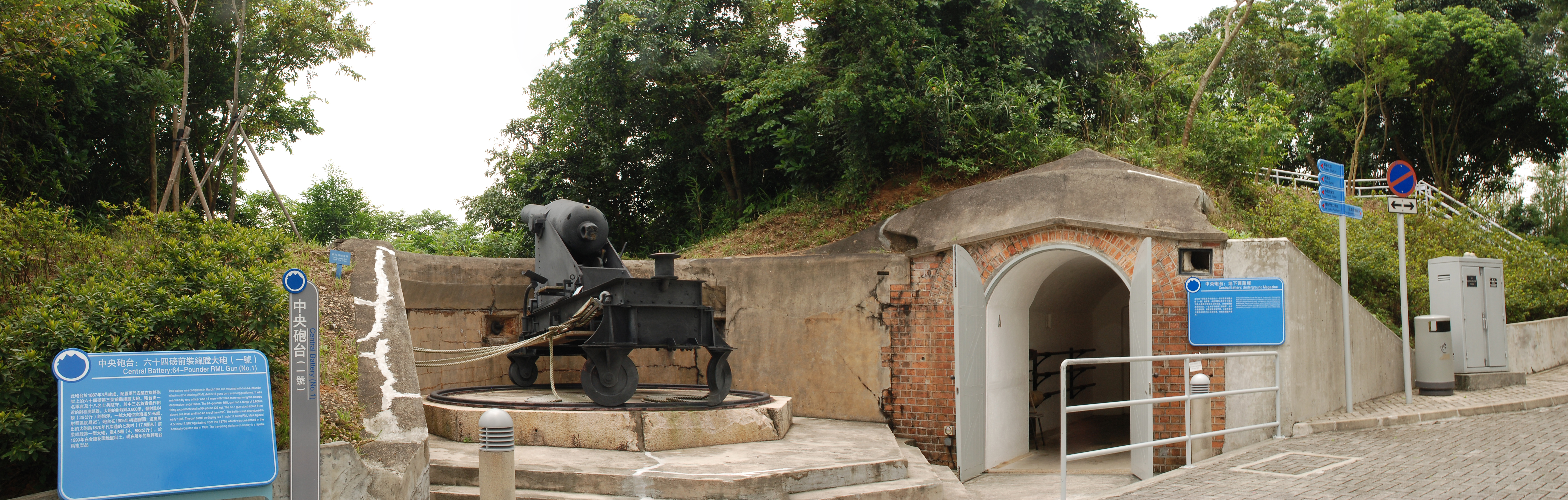
中央砲台に展示されている7吋阿姆斯特朗大炮（英語: RBL 7 inch Armstrong gun）
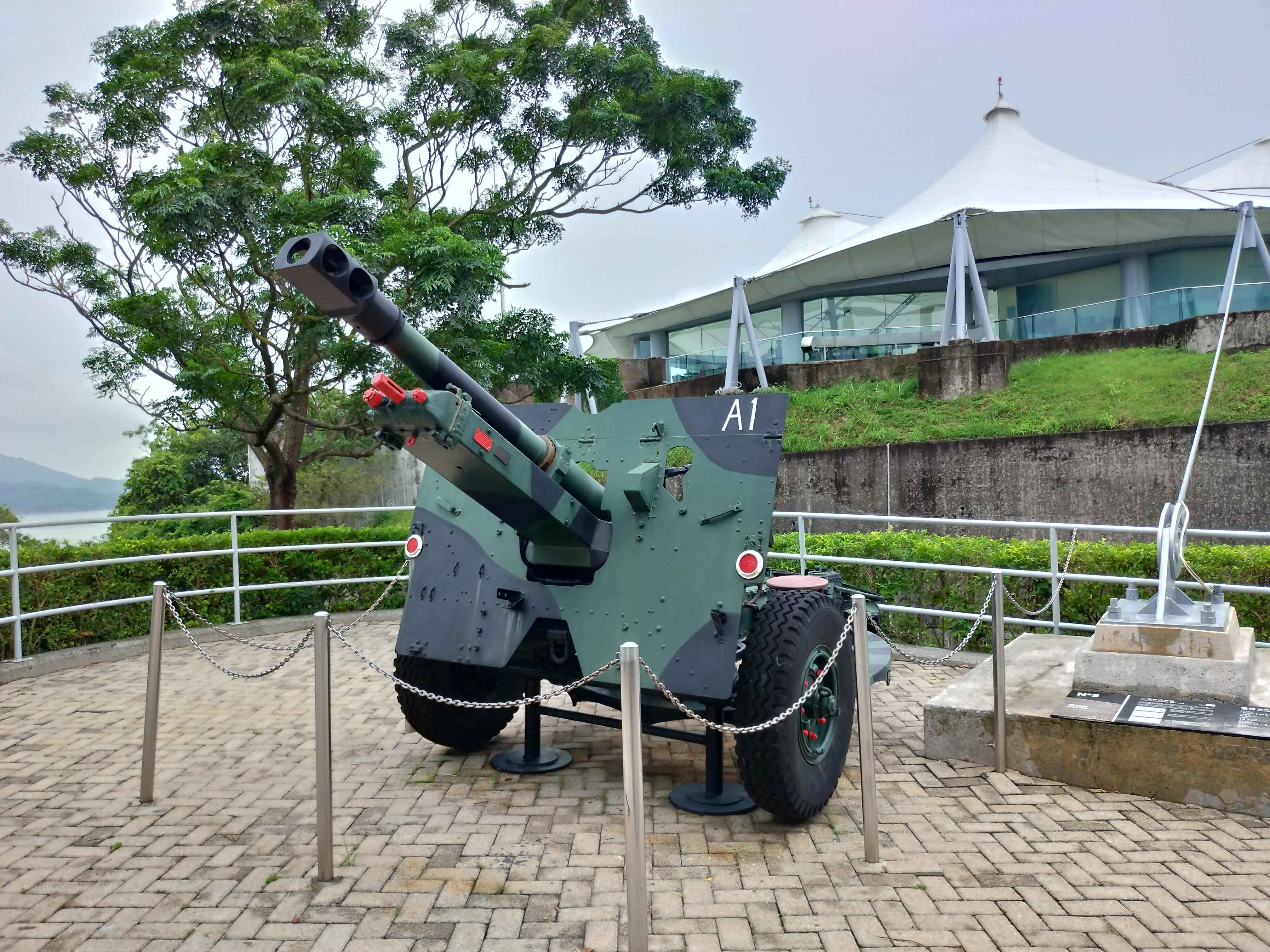
屋外展示されているQF 25ポンド砲
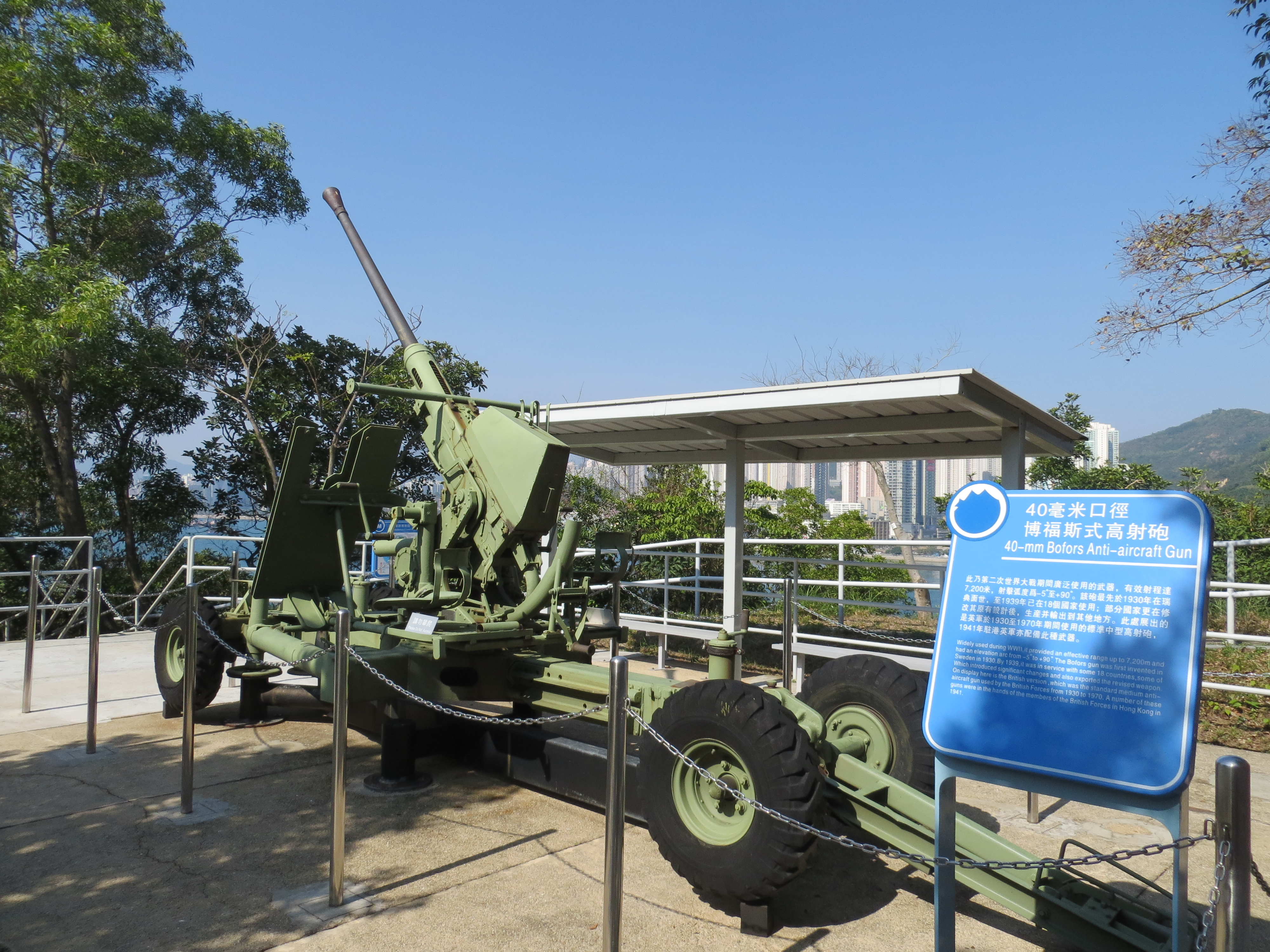
屋外展示されているボフォース40mm機関砲
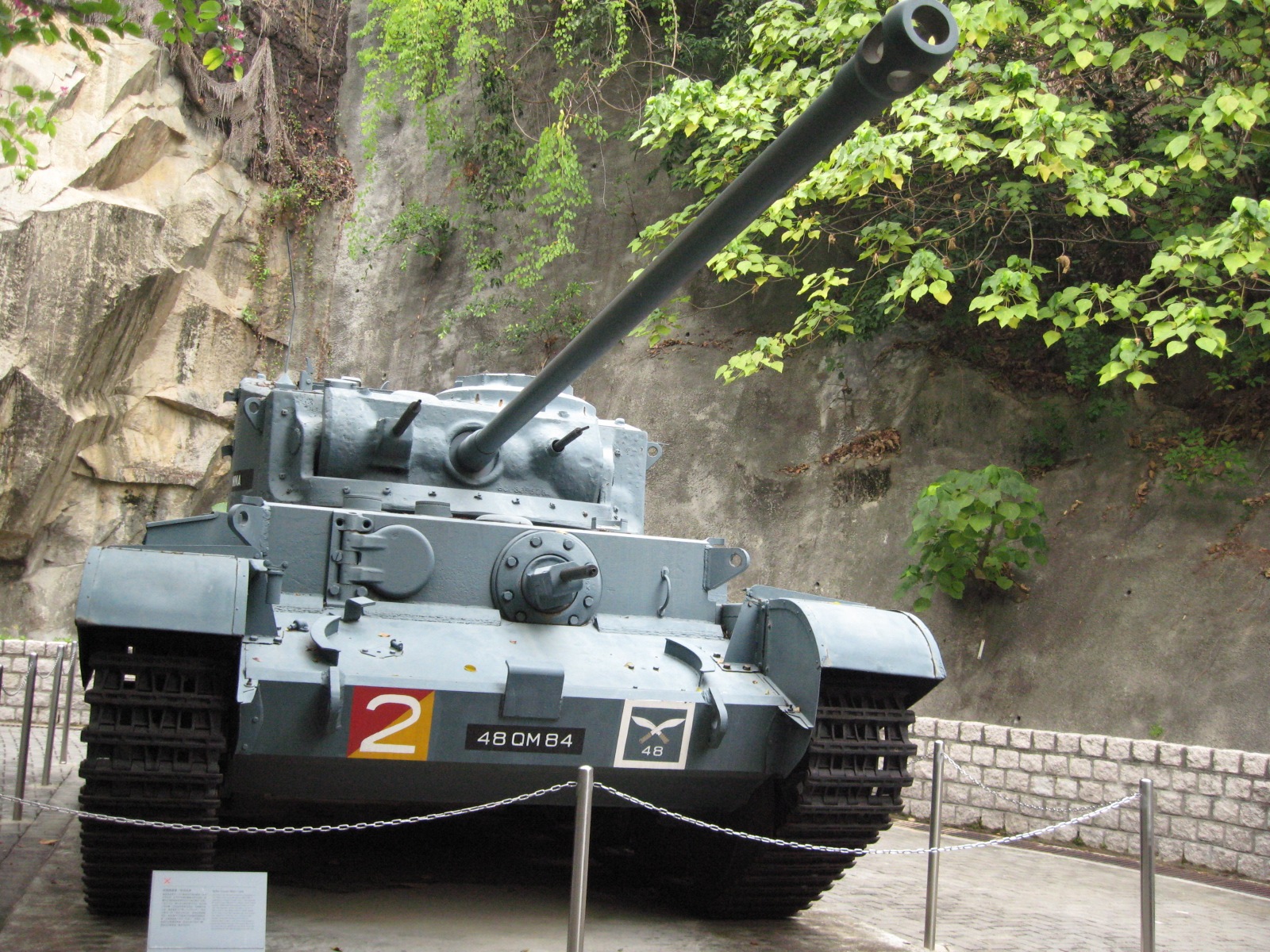
屋外展示されているコメット巡航戦車
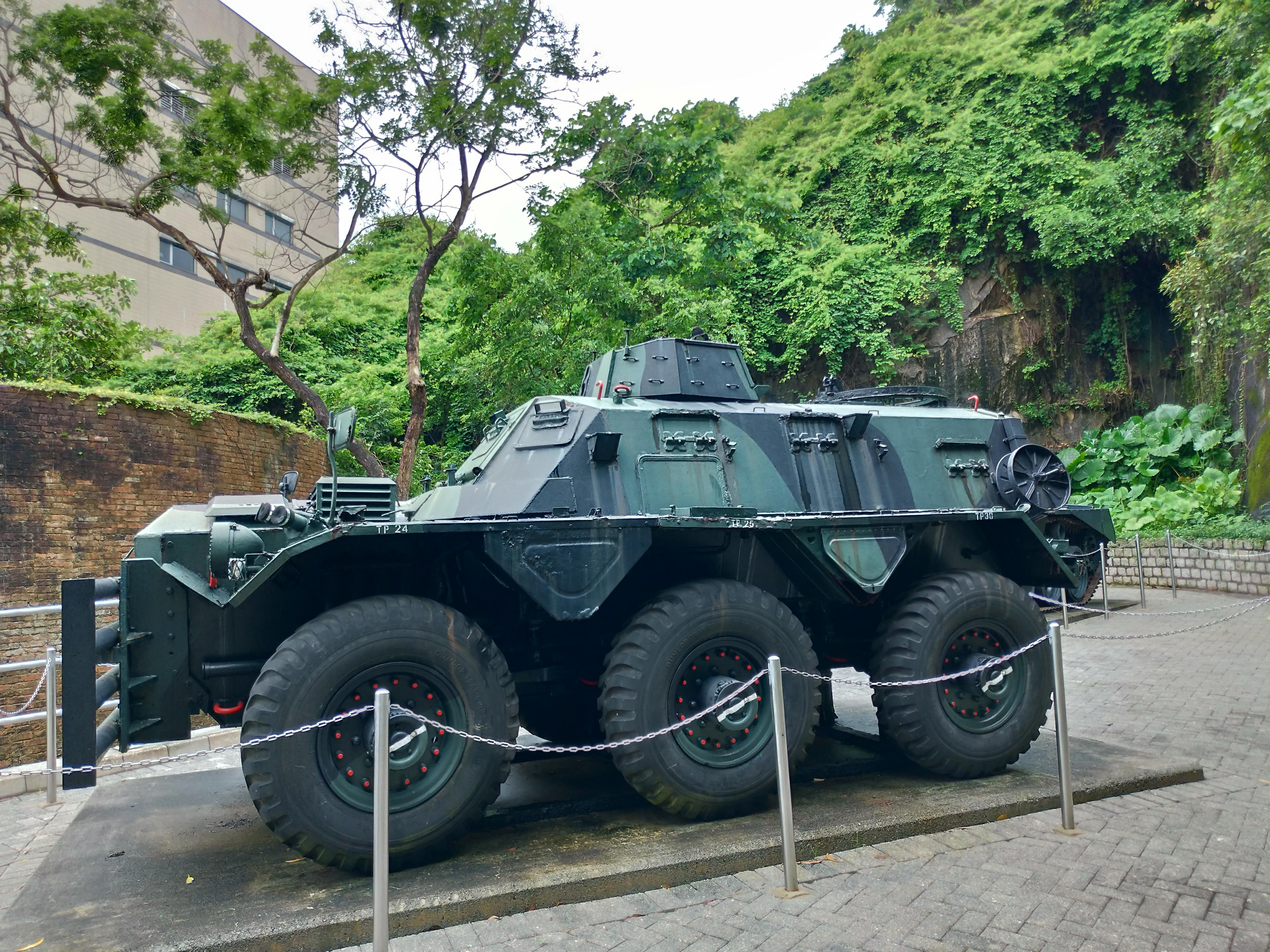
屋外展示されている王立香港連隊のサラセン装甲車
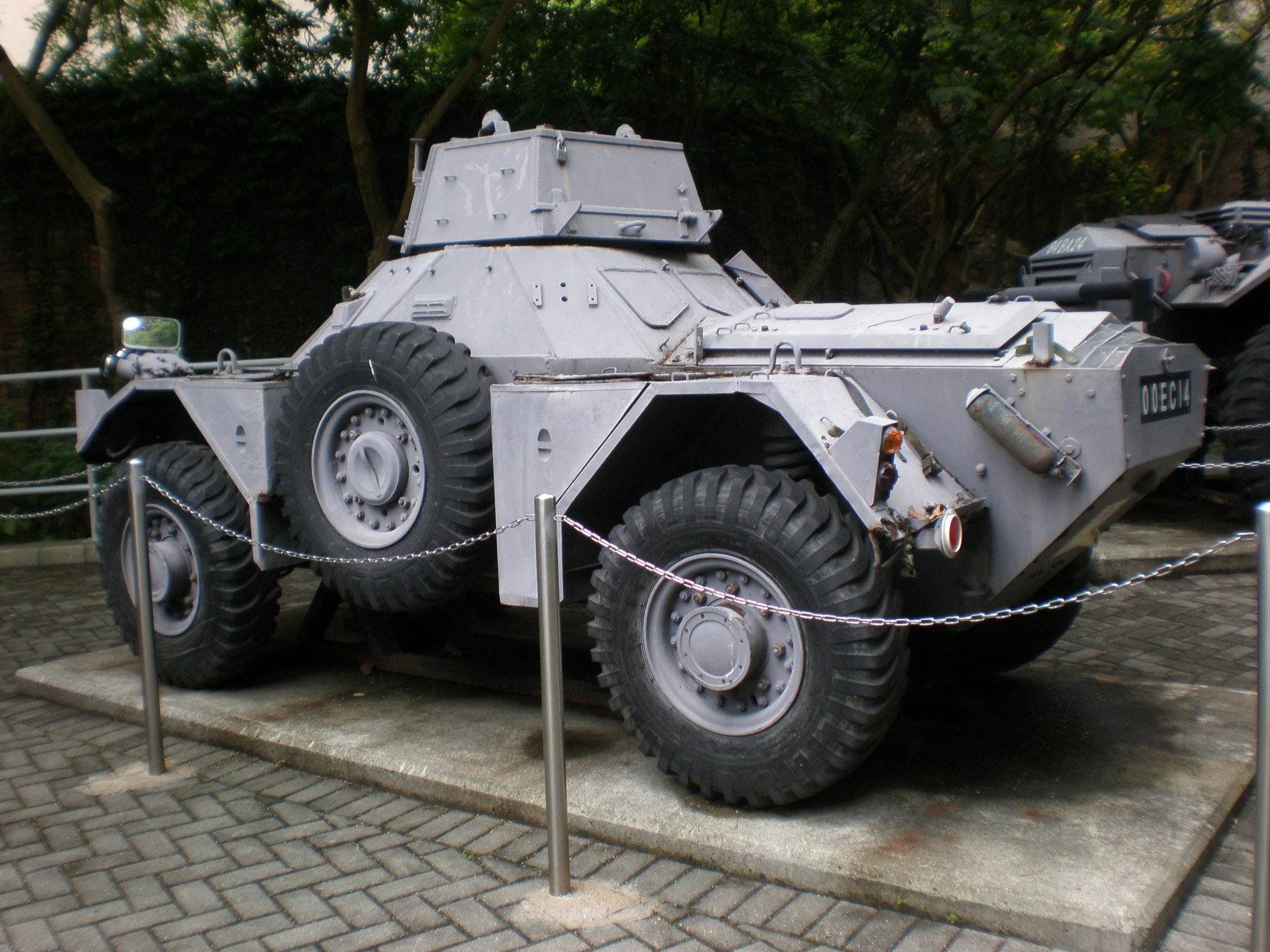
屋外展示されている王立香港連隊のフェレット装甲車
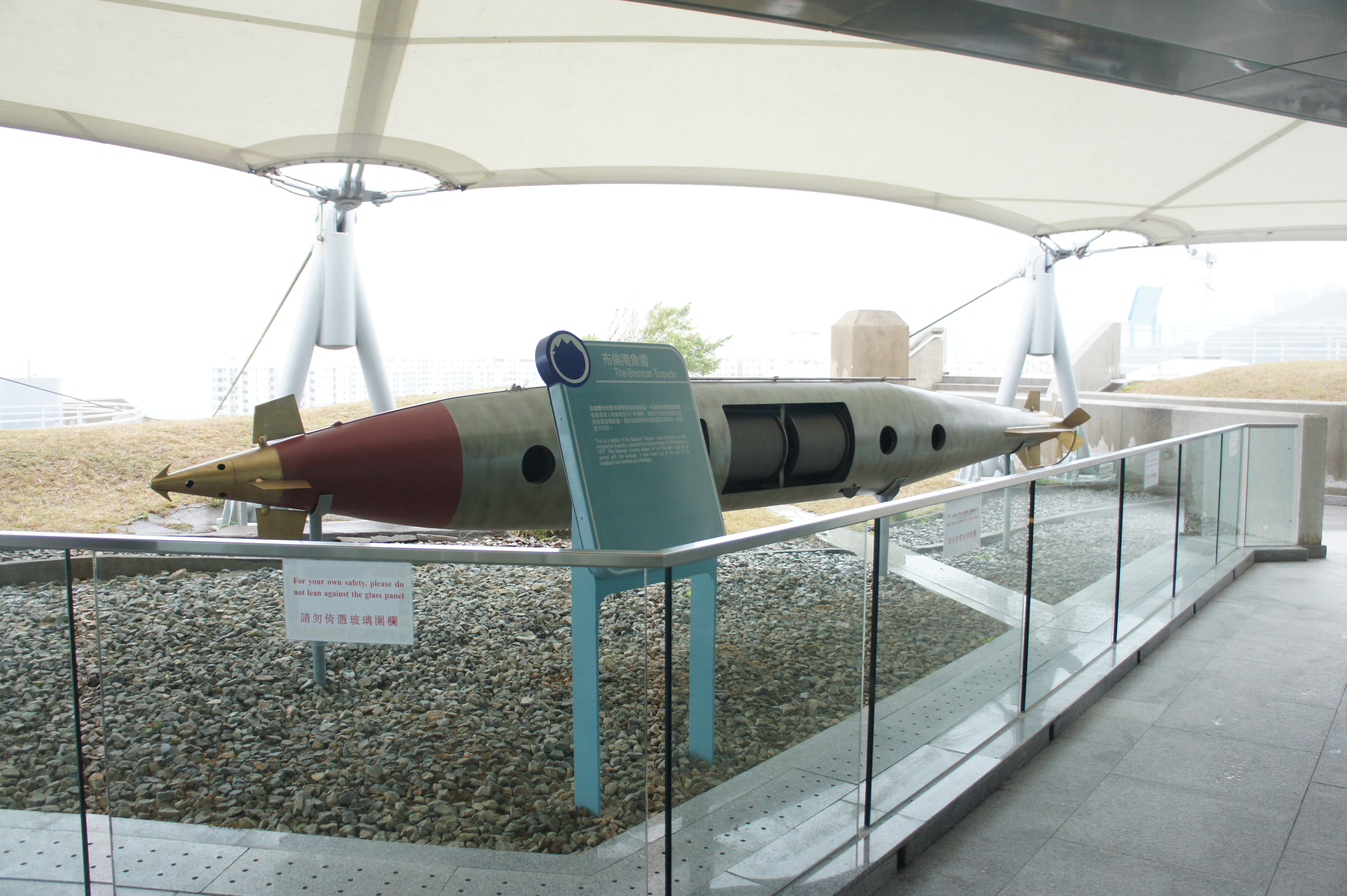
ブレナン魚雷の内部構造
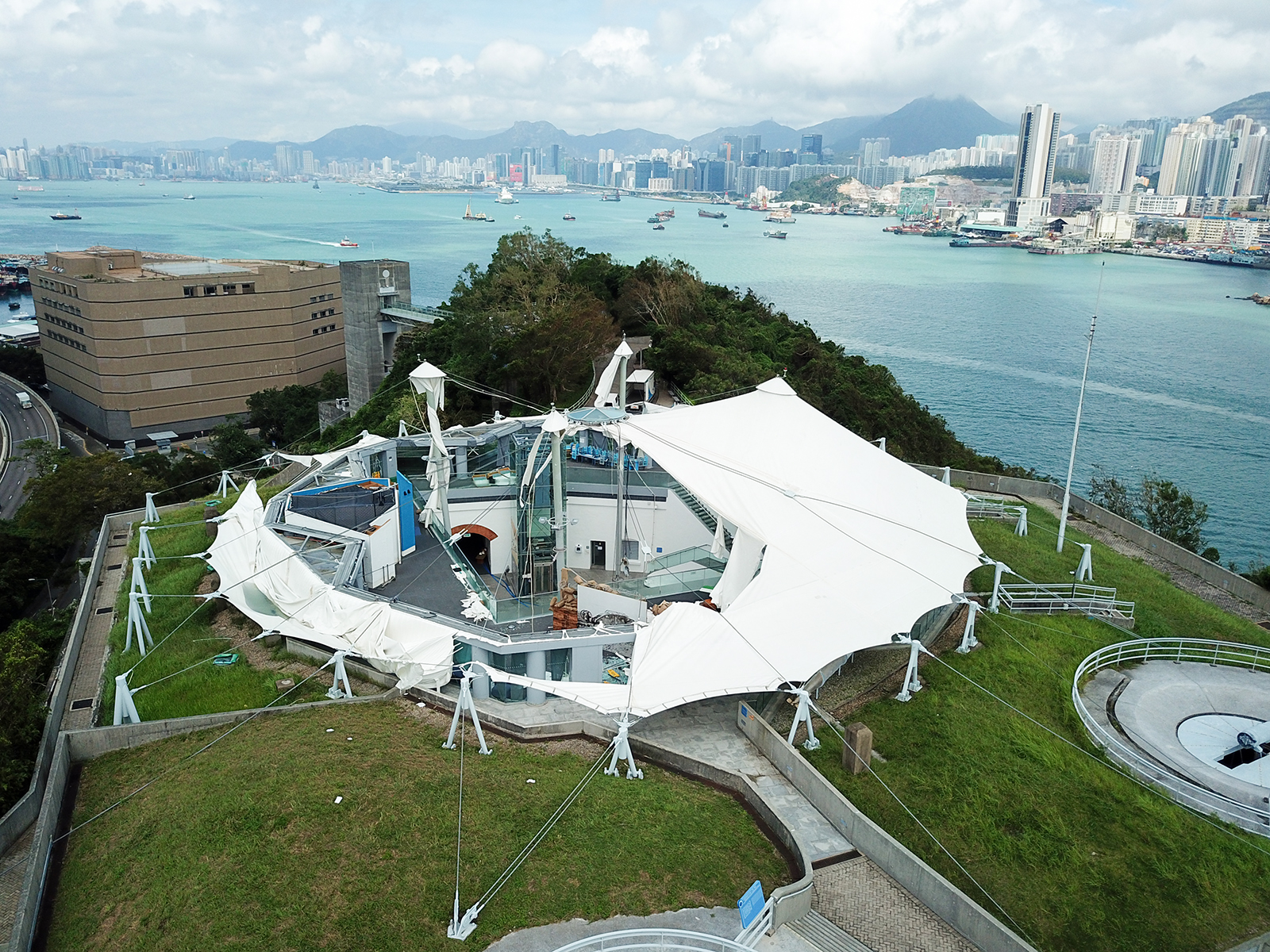
台風山竹による被害（中国語版）を受けた天幕

## 企画展
- 2024年9月4日から2025年7月2日まで、香港抗戦及海防博物館、深圳東江縦隊記念館、中国文化名人大営救紀念館の共同開催により「攜手抗敵：東江縱隊在深港地區的抗戰活動（手を携えて敵と戦う：東江縦隊の深圳・香港地域での抗戦活動）」という企画展が開催されている。この展示では、東江縦隊（中国語版）が深圳と香港の両地域で行った抗戦活動に関する貴重な文物、古写真、口述歴史のインタビューが展示される。

## 建築
1. 堡塁：1887年建築、鯉魚門要塞の中心施設。
2. 中央炮台：1887年建築、展示されている大炮は幅7ft、射程3,600m
3. 西炮台：1887年建築、金鐘で打ち上げられた幅9ftのRBL7インチアームストロング砲（英語: RBL 7 inch Armstrong gun）が展示されている。射程5,400m
4. ブレナン魚雷発射台：1892年、94年にそれぞれ建設
5. 鯉魚門渡口炮台：1892年建設、快速艇、魚雷の突撃阻止を目的とした

## 入館料
海防博物館は元々チケットを購入して入場する必要があったが、その後、毎週水曜日は無料で入場できるようになった。2016年8月1日以降はチケット購入なしで全ての一般の人々に無料で開放されている。以前の入場料は、成人が10元、高齢者、学生、子供、障害者は割引料金の5元であった。

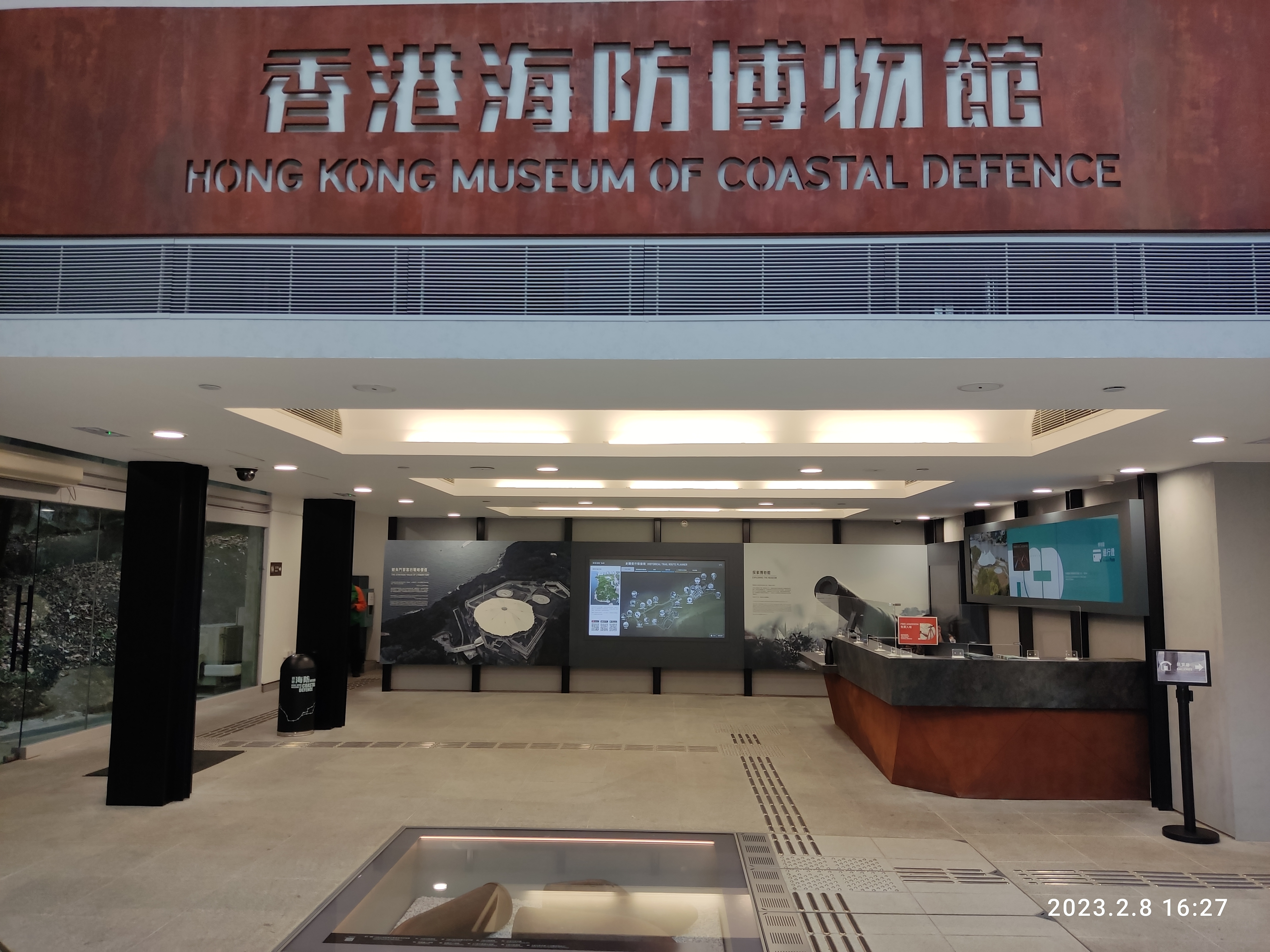
リニューアル後の入口ホール
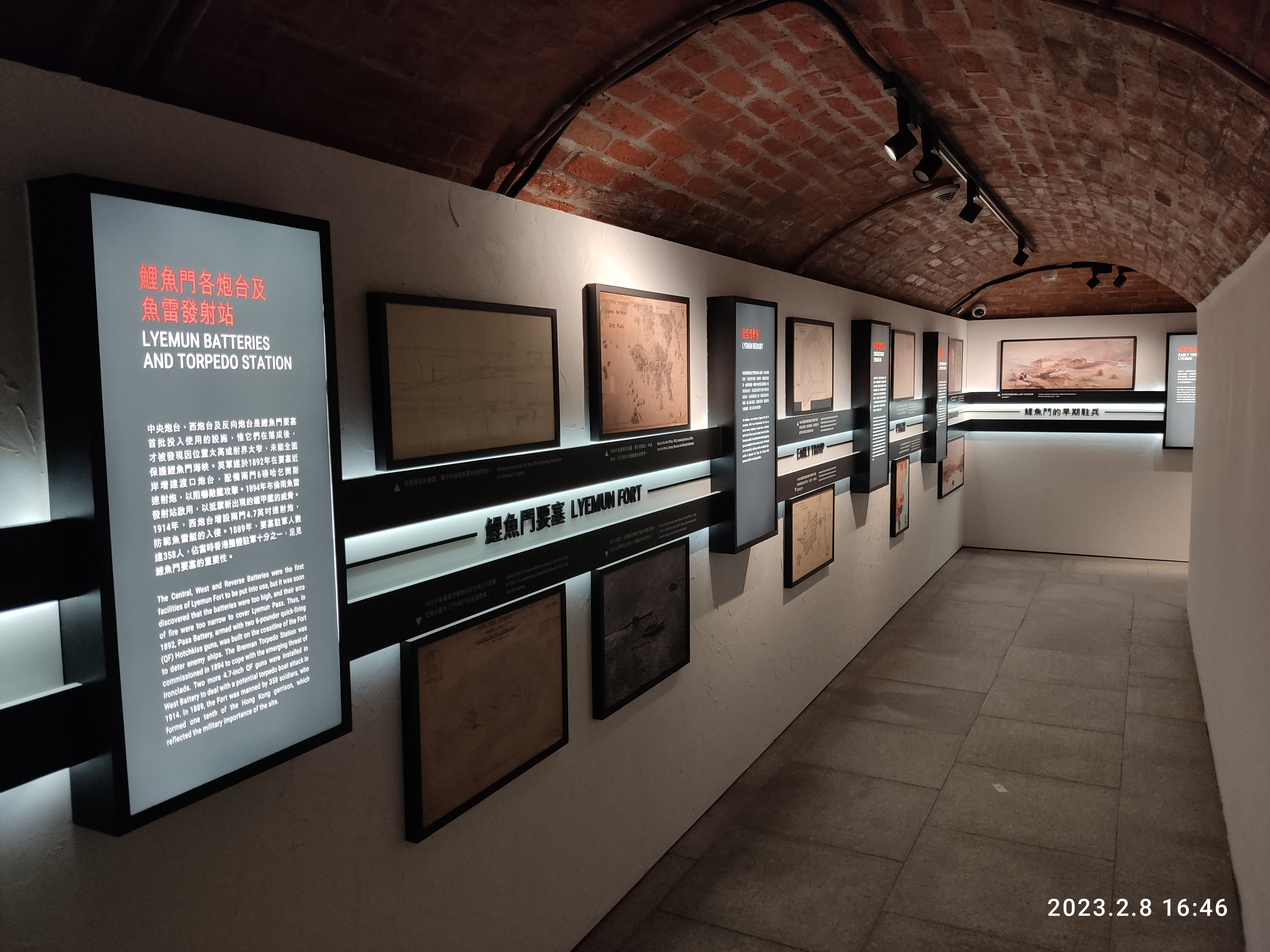
「鯉魚門炮台」展示エリア
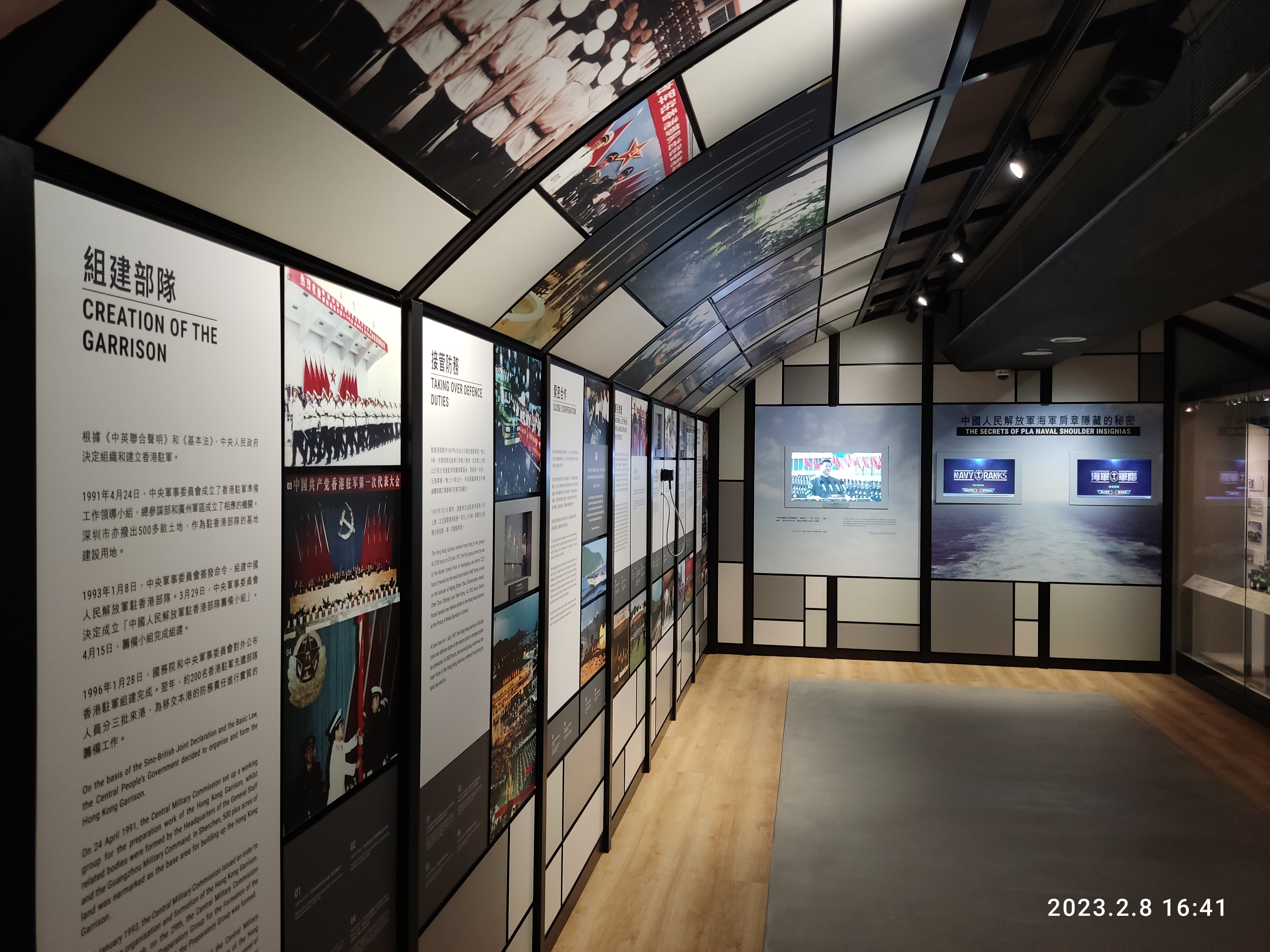
中国人民解放軍駐香港部隊

## 駐車場
博物館には自家用車用駐車場が設置されており、午前10時から午後5時まで開放されている（毎週木曜日、旧正月の元日および2日を除く）。各来館者は3時間まで無料で駐車できる。